# Smithfield (Nebraska)
Smithfield és una població dels Estats Units a l'estat de Nebraska. Segons el cens del 2000 tenia 68 habitants.

## Demografia
Segons el cens del 2000, Smithfield tenia 68 habitants, 27 habitatges, i 20 famílies. La densitat de població era de 164,1 habitants per km².
Dels 27 habitatges en un 29,6% hi vivien nens de menys de 18 anys, en un 66,7% hi vivien parelles casades, en un 7,4% dones solteres, i en un 25,9% no eren unitats familiars. En el 22,2% dels habitatges hi vivien persones soles l'11,1% de les quals corresponia a persones de 65 anys o més que vivien soles. El nombre mitjà de persones vivint en cada habitatge era de 2,52 i el nombre mitjà de persones que vivien en cada família era de 2,9.
Per edats la població es repartia de la següent manera: un 22,1% tenia menys de 18 anys, un 7,4% entre 18 i 24, un 25% entre 25 i 44, un 33,8% de 45 a 60 i un 11,8% 65 anys o més.
L'edat mediana era de 44 anys. Per cada 100 dones de 18 o més anys hi havia 96,3 homes.
La renda mediana per habitatge era de 40.625 $ i la renda mediana per família de 42.188 $. Els homes tenien una renda mediana de 26.250 $ mentre que les dones 18.125 $. La renda per capita de la població era de 15.988 $. Aproximadament el 8% de les famílies i el 5,9% de la població estaven per davall del llindar de pobresa.

## Poblacions més properes
El següent diagrama mostra les poblacions més properes.